# Cavalcade (équitation)
Pour les articles homonymes, voir Cavalcade.

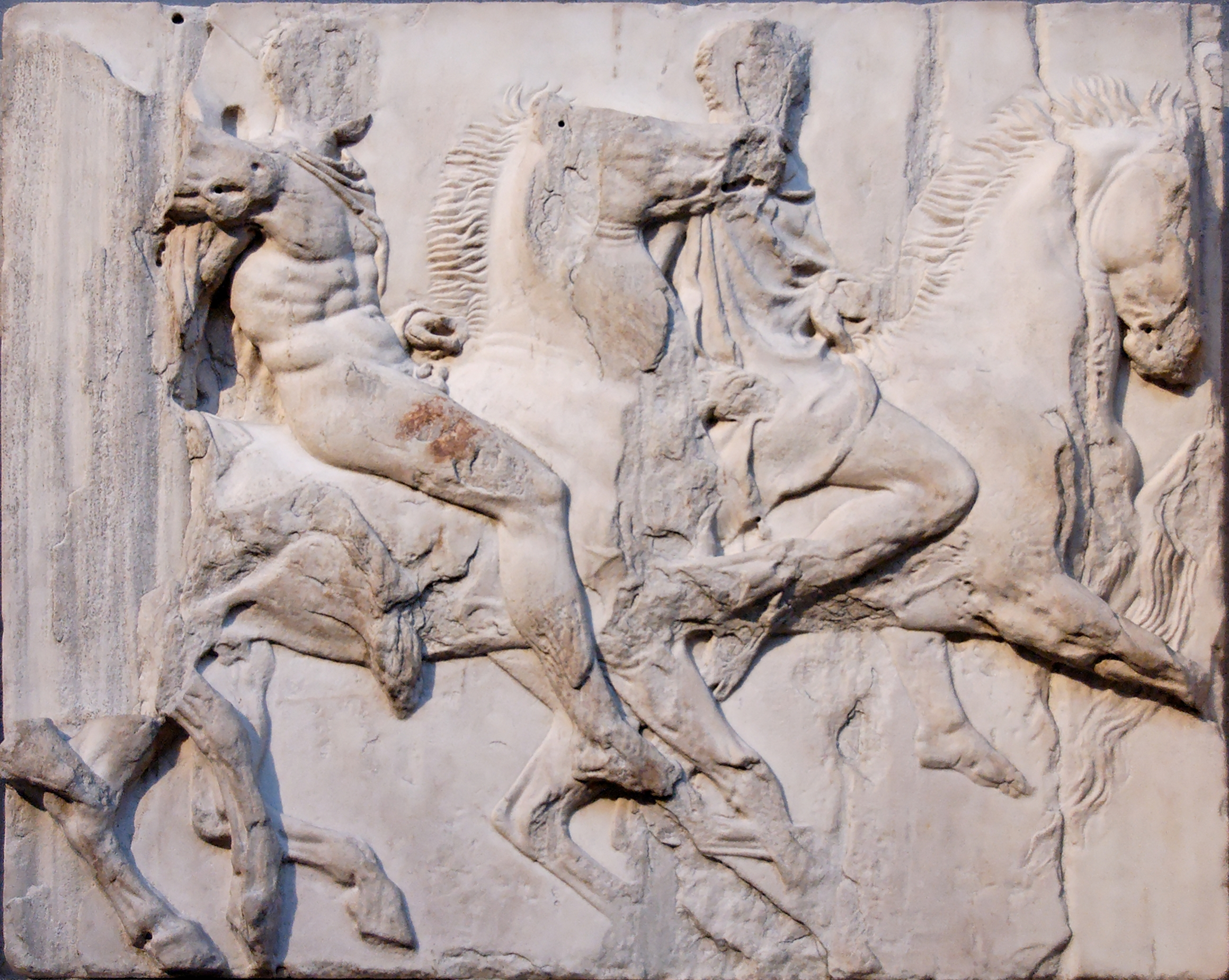
Cavalcade. Bloc VII de la frise sud du Parthénon, ca. 447–433 av. J.-C. (British Museum)

Une cavalcade est une procession ou un défilé à cheval, ou encore une randonnée de masse effectuée par un groupe de cavaliers.
L'objectif d'une cavalcade est la participation. Souvent, les participants ne portent pas de costumes ou ne circulent pas en formation. Une cavalcade peut aussi reconstituer un événement historique et effectue un parcours de longue distance ou être un pèlerinage.

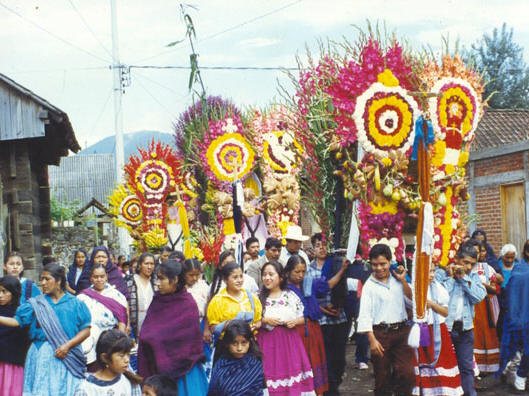
Cérémonie d'entrée ou de sortie d'une ville.

De nombreuses cavalcades impliquent des départs cérémoniels dans les villes et villages le long du chemin.  

## Étymologie
Le terme cavalcade vient du mot latin classique caballus, utilisé pour décrire un cheval de trait. Cela s'est développé dans le mot caballicare, "monter à cheval", qui en italien est devenu cavalcare. En espagnol, le terme cavalcade est cabalgata.